# Vrútky
Vrútky (zřídka německy Ruttek, maďarsky Ruttka) jsou město a železniční uzel na severním Slovensku, v Žilinském kraji v okrese Martin. V roce 2024 zde žilo okolo 7 400 obyvatel.

## Polohopis
Vrútky se nachází na soutoku řek Váh a Turiec, v severní části Turčianské kotliny, přibližně 3 km severně od Martina a 25 km východně od Žiliny. Na západním okraji města se zvedá Lúčanská Malá Fatra a ve Vrútkách sídlí správa Národního parku Velká Fatra, jehož severní hranici tvoří koryto Váhu.

### Části města
- Hluchovo, Karvaša a Bláhovca, Dolné Vrútky, Kolonie Hvězda-část, Mexiko (Vrútecká část města)

### Vodní toky
Vah, Turiec, Javorina, Kamenný potok

### Doprava
Město leží na důležité dopravní křižovatce;
- Silniční:
  - Centrem prochází silnice I č. 18 ze Žiliny do Ružomberka, která se jižně od města kříží se silnicí první třídy č. 65, vedoucí směrem na Žiar nad Hronom a Banskou Bystrici.
  - Severním okrajem prochází mezinárodní cesta E 50, vedoucí v trase dálnice D1, která u Dubné Skaly křižuje silnici I. třídy č. 18.
- Železniční:
  - Městem prochází železniční trať Žilina–Košice, na kterou se ve zdejším železničním uzlu připojuje trať Zvolen–Vrútky. Na hlavní trať do Zvolena, která směřuje přes Banskou Bystrici, se v Diviakách připojuje trať do Zvolena přes Kremnici až ní následně u Horné Štubně i trať do Prievidze.

## Dějiny
Nejstarší známky přítomnosti člověka v regionu pocházejí z eneolitu (3200 až 1800 let před n. l.), Přičemž na území města se zachovaly o něco mladší předměty z doby bronzové. Archeologické nálezy – meč liptovského typu, keramika na Hradišti a pohřebiště, předpokládají v tomto období poměrně husté osídlení okolí Vrútek. Nálezy z 10.–11. století potvrdily osídlení na Hradišti, kde na přelomu letopočtu sídlil lid púchovské kultury, které lze považovat za počátek dějin města. Z raně uherských dob pochází i jeho archaický název, který vznikl z praslovanského slova vrqtbkb  s významem pramen, zřídlo.
Podle nejstarších zpráv po tatarském vpádu pobýval na nedalekém Znievském hradu uherský král Béla IV. Při obraně hradu se vyznamenali i vrútectí obyvatelé, kterým Béla daroval majetky a povýšil je do zemanského stavu. Na oplátku měli zemané vydržovat vojsko na obranu území. První písemná zmínka o osadě "villa Vrútky", která byla tehdy součástí majetků Záturčie, je z 19. srpna 1255. V roce 1271 se v listinách vzpomíná kníže Martin, který získal do majetku les a povolení k těžbě mezi Modlami, Priekopou a Vrútkami. Koncem 13. století byla obec rozčleněna na Dolní a Horní Vrútky, což potvrzuje listina Turčianského konventu z roku 1329. Samostatná farnost Vrútky je doložena již v roce 1332, gotický kostel sv. Jana Křtitele stál již v roce 1285.
Klidný život obyvatel ztrpčovali rabující vojáci, kteří po důležité cestě často procházeli, ale také povodně, které nejednou zpustošily široké okolí vodního toku. Poloha na soutoku řek znásobovala ohrožení a vedle desítek jiných je v kronikách jako nejkatastrofálnější zaznamenána velká povodeň z 25. a 26. srpna 1813, během níž Vah změnil i své koryto, čímž rozdělil vrútecký katastr. Čtyři desítky obětí si vyžádala epidemie cholery v roce 1831, v letech 1843 a 1845 zase majetky zničily rozsáhlé požáry. Počet zemanskych rodů ve Vrútkách se postupně zvyšoval a na začátku 19. století jich bylo registrovaných až 15. V té době byly ve městě 4 zemanské kurie, ale také 83 rodin nešlechtické původu, které bydlely v 70 domech. Celkově dosahoval počet obyvatel v roce 1806 kolem 300 obyvatel.
Reformace regionu v Turiec se uskutečnila již v 16. století a tak již v roce 1560 se evangelickým stal i vrúteckych kostel. Jeho věž dali obnovit v letech 1622 a 1634, ale již v roce 1709 kostel opět patřil katolíkům. Na evangelickou školu z období reformace navázala katolická škola, která sídlila v dřevěné budově a ve které se vyučovalo od roku 1779. Škola byla v roce 1870 přejmenována na Státní lidovou školu, přičemž již v roce 1894 byla postavena nová, dvoupatrová budova v Horních Vrútkách. Význam Vrútek rapidně stoupl s výstavbou Košicko-bohumínské dráhy (KBD) v roce 1870 a státní železnice MÁV ze Salgótarjánu do Vrútek, které propojením v roce 1872 vytvořily z malé obce důležitý dopravní uzel. Hospodářský vzestup vyvolala zejména výstavba železničních dílen a výtopny v roce 1873, což se odrazilo na růstu populace obce z 915 v roce 1869 na 1944 v roce 1880 a až 4345 v roce 1900. V roce 1877 byl otevřen kamenolom Dubná Skala a v roce 1881 bylo založeno Potravní družstvo zaměstnanců KBD. O rok později byl založen Dobrovolný hasičský spolek a o několik let i parní pila. Vrútky měly v té době dvě lékárny, dva lékaře, peněžní ústav a čtyři hotely, fungovala zde ochotnická divadla, sportovní kluby a v hotelu Urania se promítaly filmy. V roce 1888 zde vznikla dílenská učňovská škola. Za přeměnu ze zemanské osady na významný železniční uzel tak může železniční stanice Vrútky a s ní spojené služby.
V prosinci 1918 město obsadilo československé vojsko a správu železnice i depa převzali čeští železniční zaměstnanci. Bývalou státní železnici MÁV převzalo slovenské velitelství ČSD, soukromou KBD řídilo ředitelství v Košicích. Z důvodu nedostatku bytů vzniklo v roce 1921 Stavební a bytové družstvo železničních zaměstnanců, což vyvolalo výstavbu mnoha bytů a důležitých budov, jako Dělnický dům, Sokolovna, Obecní dům a Hasičská zbrojnice. Během stavebního rozmachu byly upraveny i břehy obou velkých řek, což snížilo ohrožení povodněmi. Po roce 1930 byla vybudována továrna na baterky, Katolický kulturní dům a vznikl Katolický kulturní spolek. Zcela přestavěn byl i Římskokatolický kostel sv. Jana Křtitele a evangelíci si postavili nový chrám a v roce 1943 i kulturní dům. Kulturní činnost organizoval Sokol, dramatický kroužek Jednoty a ochotnické-vzdělávací spolek Kollár, ale populární byly i sportovní akce. Své zastoupení zde měly sportovní kluby fotbalistů, cyklistů, lyžařů, turistů, zápasníků, plavců, kuželny, volejbalistů a tenistů.
Dne 25. srpna 1944 zde vznikl revoluční národní výbor, ale již začátkem září bylo město obsazeno německou armádou. Okupanty vyhnala až 11. dubna 1945 1. a 3. brigáda 1. československého armádního sboru. V poválečném období nastal rozvoj školství; přeměnou stávajících, ale i výstavbou nových, vznikly nové školy, včetně gymnázia a Základní umělecké školy. V letech 1949–1954 a 1971–1990 byla obec součástí Martina pod úředním názvem Martin-Vrútky. V roce 1990 se obec osamostatnila a získala statut města.

### Památky
Ve městě se nachází neogotický římskokatolický kostel sv. Jana Křtitele z roku 1905, který je postaven na základech staršího gotického kostelíka z 2. poloviny 13. století a novogotický evangelický kostel z roku 1903.

## Podnebí
Poloha v mírně teplé oblasti Turčianské kotliny přímo určuje počasí ve městě a jeho okolí. Hornatý reliéf krajiny a zeměpisná poloha mají rozhodující vliv na podnebí v lokalitě, kde převládá vítr severních směrů. Průměrná lednová teplota dosahuje −3 až −4 °C, v červenci je to kolem 17 °C a celoroční průměr činí kolem 7 °C. Průměrný roční úhrn srážek je 700–800 mm, z čehož v letním období spadne 250–300 mm a počet dnů se sněhovou pokrývkou je zpravidla 60–80. Velkou část kotliny a celý katastr města odvodňuje Vah, kromě jižní části regionu je to prostřednictvím řeky Turiec a jeho přítoků. Turiec se na území města vlévá do Váhu.

## Geologie
Území je budováno třetihorními horninami, zejména pískovci a jíly, na kterých jsou čtvrtohorní štěrky, písky, spraš a hlína. Území je chudé na rudy, z nichž se v malém množství vyskytuje měděná a železná ruda a antimon v okolí Bystričky a Trebostovo. V blízkosti Vrútek se nacházejí i zásoby vápence, který se těží v povrchovém lomu Dubná Skala.
Z půd zde na pahorkatině a terasách Turce převládají rendziny a hnědé půdy, v povodí řek méně úrodné nivní, hnědé a ilimerizované půdy. Původní přirozená vegetace se zachovala pouze v menším rozsahu v podobě dubohabrové lipové-smrkových porostů, ale zastoupeny jsou také reliktní borové porosty. V celé kotlině jsou tak zastoupeny především tradiční četné středoevropské druhy fauny a flóry.
Flóra je zastoupena několika teplomilnými druhy, ze vzácnějších lze zmínit ostřici skalní, kozinec převislý, lýkovec vonný, kopyšník tmavý, rozrazil alpský, medvědici lékařskou, mák tatranský a plesnivec alpský. Běžně se zde kromě menších druhů vyskytuje zejména jelen, divočák, srnec, zajíc, kočka divoká, rys ostrovid a medvěd hnědý. Z ptactva je hojně zastoupeni oříšek, pěnice, straka, bažant, křepelka a koroptev. V řekách jsou zastoupeni vydra, hlavatka, lipan, vranka a pstruh.

## Sport
- Letní koupaliště ve Vrútkách
- Tenisový klub Vrútky (TK Vrútky)
- Kometa Vrútky – Hokejbalový klub
- Tělovýchovná jednota Sokol Vrútky
- Klub Slovenská turistů Vrútky
- Pingpongový klub Lokomotiva Vrútky
- Radioklub OM3KFV Vrútky
- Šípkarsky klub Vrútky

## Turistika
Město je výchozím místem na túry do Lúčanské Fatry, zejména její nejatraktivnější části, na Martinské hole. Z Vrútek vede asfaltová cesta k Chatě na Martinských holiach, která je v sousedství lyžařského střediska. Přes blízký Lipovec a Turčianske Kľačany vedou turistické trasy do Národního parku Malá Fatra, na hlavní hřeben Krivánské části Malé Fatry.
Atraktivní je splavování Váhu na vorech (pltích), které začíná na blízkém rejdě Jánošíkovo. Pro plavce je snadno dostupná přírodní vodní plocha u Lipovce, vhodná ke koupání i windsurfing. K odpočinku, rekreační i sportovní plavání, ale i výuku plavání dětí, nabízí letní městské koupaliště s ohřívanou filtrovanou vodou.

### Turistické trasy
- Do Lúčanské Fatry:
  - Po asfaltové cestě na Martinské hole
  - Po  značce od ATC Turiec do sedla Prašivé pod Minčolem
  - Po  značce z Piatrové do sedla Okopy pod Minčolem
  - Po  značce z Piatrové do sedla Javorina
- Do Krivánské části Malé Fatry:
  - Po  značce z Lipovce k chatě pod Kľačianskou Magurou
  - Po  značce z Turčianských Kľačian na Suchý v hlavním hřebeni

### Cykloturistika
V okolí města je několik značkovaných cyklostezek a obecně jsou zde velmi dobré podmínky pro cykloturistiku i horskou cyklistiku. Horští cyklisté mají rádi zejména trasy na Martinské hole a v horských dolinách Malé i Velké Fatry. Silniční cykloturisté nejvíce využívají cyklostezky podél Váhu (Vrútky – Lipovec – Sučany – Turčianska Štiavnička – Podhradie – Ratkovo – Krpeľany) a podhůřím Velké Fatry (Sučany – Turčianska Štiavnička – Turčianske Jaseno – Blatnica – Turčianske Teplice) s několika rozhleden.

## Osobnosti
- František Kováčik-Podmagurský (1902–1975), hudební skladatel
- Emanuel Böhm (1909–1990), chemik, politik, vydavatel, aktivista za národní a lidská práva Slováků
- Ján Bodenek (1911–1985), spisovatel, autor literatury pro děti a mládež
- Hana Zelinová (1914–2004), spisovatelka a dramatička
- František Zvarík (1921–2008), herec a zpěvák
- Jozef Novák (1930–1924), historik, heraldik a genealog, od roku 1995 čestný občan
- Slavo Drozd (1931–2008), herec
- Radoslav Brzobohatý (1932–2012), český herec
- Ľuba Baricová (* 1935), operní zpěvačka (alt) a herečka
- Tomáš Galis (* 1950), římskokatolický biskup žilinské diecéze

## Partnerská města
- Bebra, Hesensko, Německo
- Fulnek, Česko
- Łaziska Górne, Polsko
- Nymburk, Česko

## Galerie

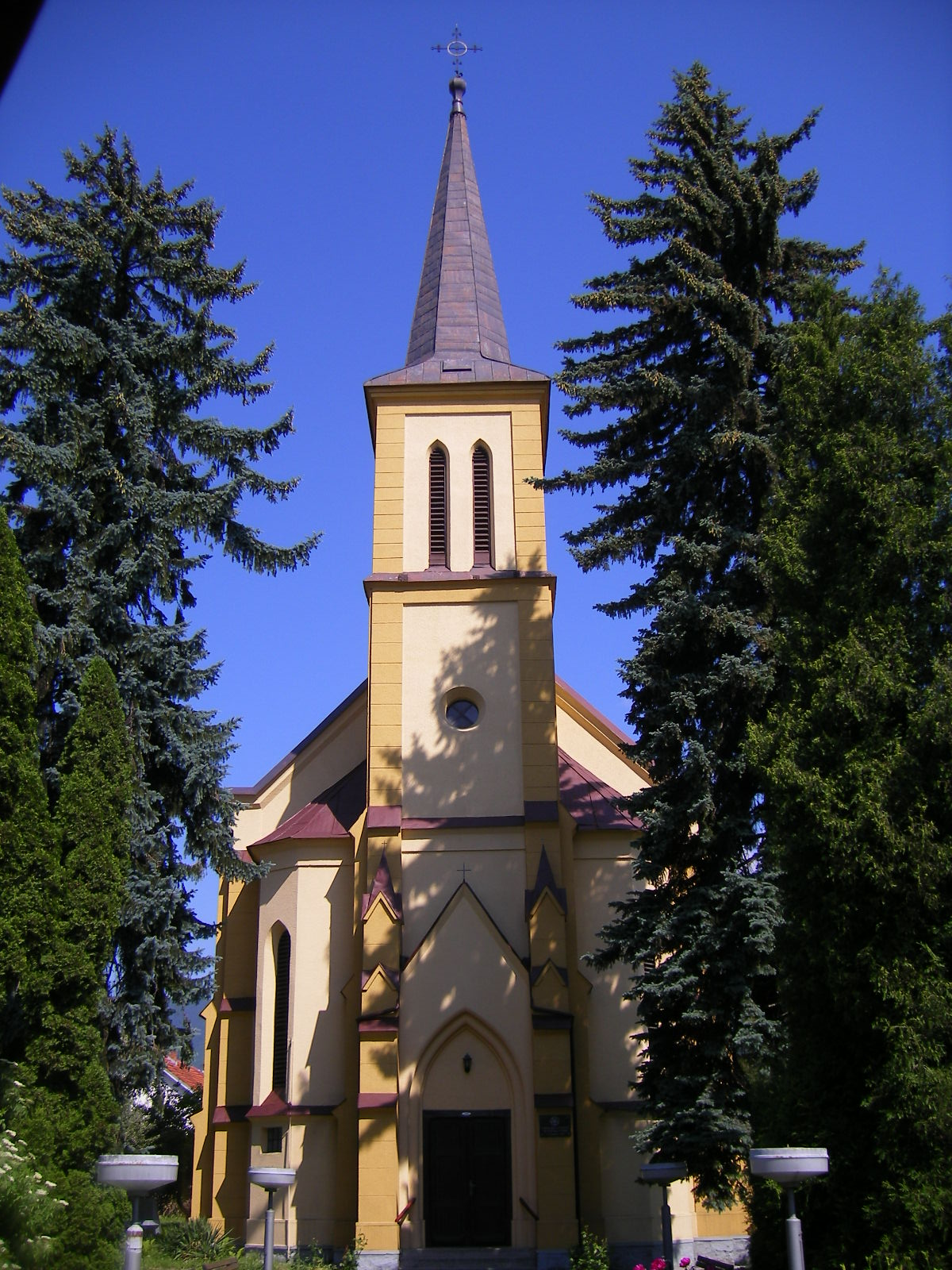
neogotický evangelický kostel
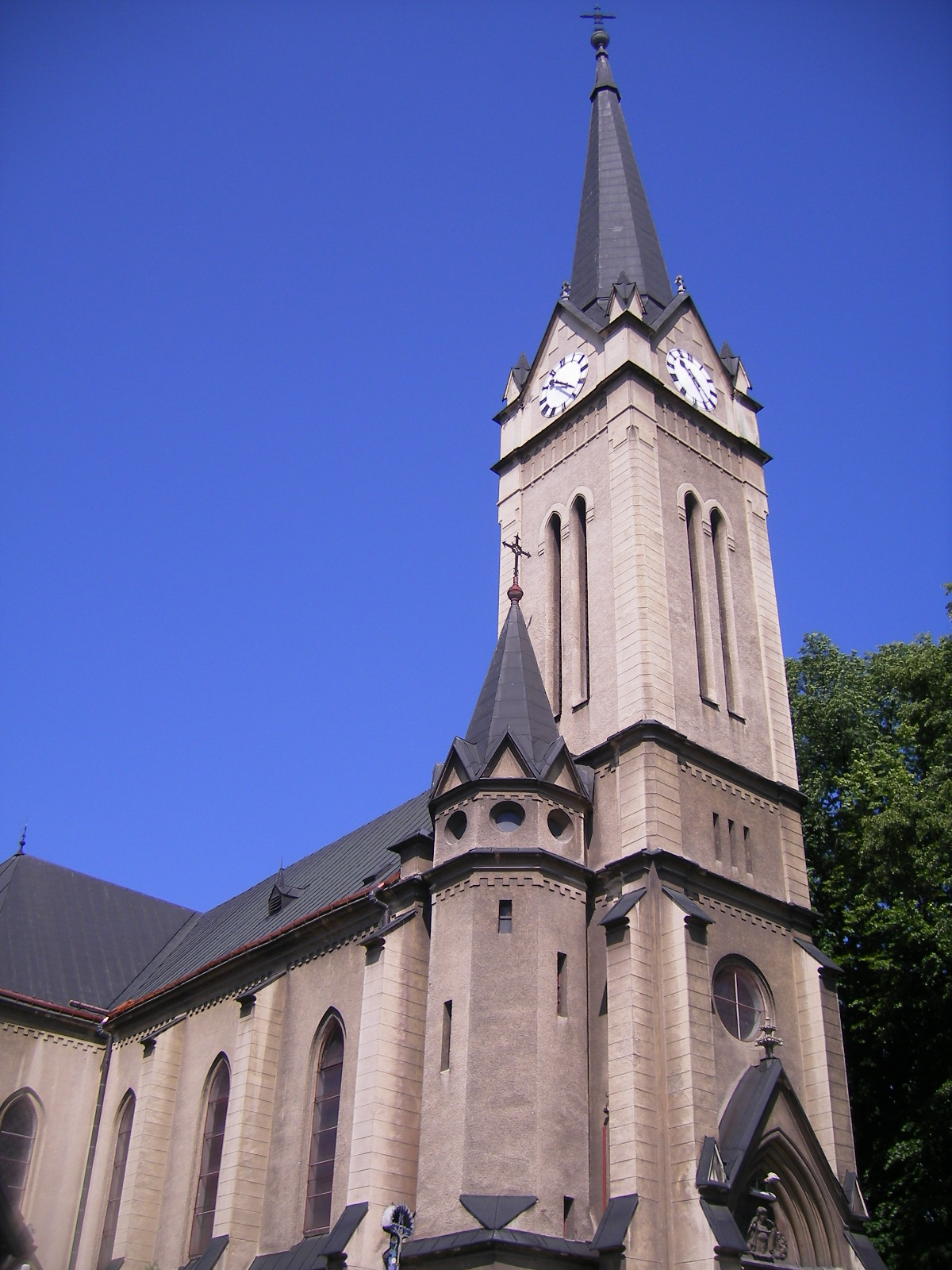
římskokatolický kostel sv. Jana Křtitele
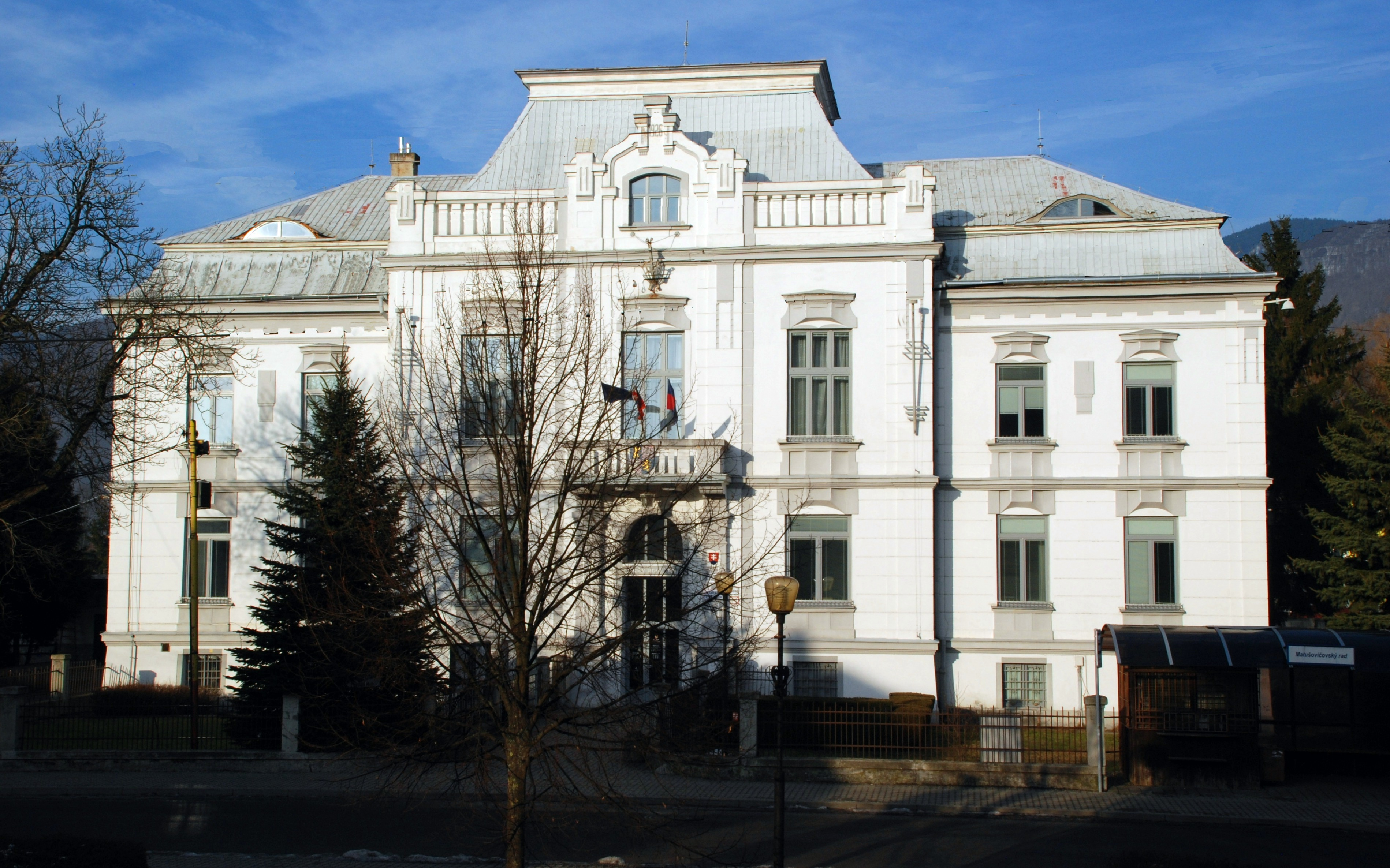
radnice